# Temporada da WTA de 1990
O WTA Tour de 1990 foi a turnê de elite do tênis feminino profissional organizado pela Women's Tennis Association (WTA) para a temporada de 1990.
O WTA Tour de 1990 incluiu os quatro torneios Grand Slam, o WTA Championships e os eventos WTA Tier I, Tier II, Tier III, Tier IV e Tier V. Os torneios da ITF não faziam parte do WTA Tour, embora atribuíssem pontos para o WTA World Ranking.

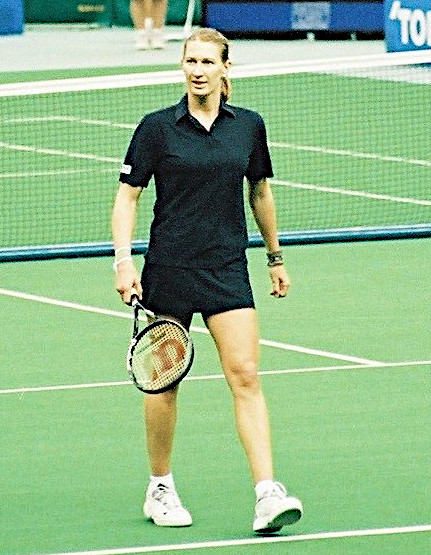
Steffi Graf ganhou 10 títulos na temporada.

## Ranking de final de ano
Lista das 20 primeiras do ranking de final de ano da WTA de 1990 (26 de novembro de 1990) em competições de simples e duplas:
| Ranking de simples de final de ano | Ranking de simples de final de ano | Ranking de simples de final de ano | Ranking de simples de final de ano | Ranking de simples de final de ano |
| ---------------------------------- | ---------------------------------- | ---------------------------------- | ---------------------------------- | ---------------------------------- |
| Nº                                 | Jogadora                           | Pontos                             | 1989                               | F                                  |
| 1                                  | Steffi Graf (GER) ∗                | 278.1021                           | 1                                  | =                                  |
| 2                                  | Monica Seles (YUG)                 | 203.7537                           | 6                                  | +4                                 |
| 3                                  | Martina Navratilova (USA)          | 199.4231                           | 2                                  | -1                                 |
| 4                                  | Mary Joe Fernández (USA)           | 147.0286                           | 12                                 | +8                                 |
| 5                                  | Gabriela Sabatini (ARG)            | 137.0174                           | 3                                  | -2                                 |
| 6                                  | Katerina Maleeva (BUL)             | 115.8375                           | 15                                 | +9                                 |
| 7                                  | Arantxa Sánchez Vicario (ESP)      | 112.6067                           | 5                                  | -2                                 |
| 8                                  | Jennifer Capriati (USA)            | 103.4132                           | NR                                 | NR                                 |
| 9                                  | Manuela Maleeva-Fragniere (SUI)    | 103.1532                           | 9                                  | =                                  |
| 10                                 | Zina Garrison-Jackson (USA)        | 100.5247                           | 4                                  | -6                                 |
| 11                                 | Conchita Martínez (ESP)            | 98.5629                            | 7                                  | -4                                 |
| 12                                 | Natasha Zvereva (URS)              | 77.5000                            | 27                                 | +15                                |
| 13                                 | Jana Novotná (CZE)                 | 77.2556                            | 11                                 | -2                                 |
| 14                                 | Helena Suková (CZE)                | 77.1402                            | 8                                  | -6                                 |
| 15                                 | Barbara Paulus (AUT)               | 69.9286                            | 24                                 | +9                                 |
| 16                                 | Amy Frazier (USA)                  | 64.0667                            | 33                                 | +17                                |
| 17                                 | Judith Wiesner (AUT)               | 62.7778                            | 35                                 | +18                                |
| 18                                 | Nathalie Tauziat (FRA)             | 60.3500                            | 25                                 | +7                                 |
| 19                                 | Leila Meskhi (URS)                 | 53.7500                            | 30                                 | +11                                |
| 20                                 | Sandra Cecchini (ITA)              | 41.8000                            | 26                                 | +6                                 |

| Ranking de duplas de final de ano | Ranking de duplas de final de ano | Ranking de duplas de final de ano | Ranking de duplas de final de ano | Ranking de duplas de final de ano |
| --------------------------------- | --------------------------------- | --------------------------------- | --------------------------------- | --------------------------------- |
| Nº                                | Jogadora                          | Pontos                            | 1989                              | F                                 |
| 1                                 | Helena Suková (CZE)               | 413.6944                          | 2                                 | +1                                |
| 2                                 | Jana Novotná (CZE)                | 387.3147                          | 5                                 | +3                                |
| 3                                 | Gigi Fernández (USA)              | 335.6825                          | 7                                 | +4                                |
| 4                                 | Martina Navratilova (USA)         | 309.4167                          | 1                                 | -3                                |
| 5                                 | Natasha Zvereva (URS)             | 243.7574                          | 6                                 | +1                                |
| 6                                 | Mary Joe Fernández (USA)          | 237.4000                          | 8                                 | +2                                |
| 7                                 | Larisa Savchenko (URS)            | 231.9031                          | 3                                 | -4                                |
| 8                                 | Arantxa Sánchez Vicario (ESP)     | 222.8333                          | 49                                | +31                               |
| 9                                 | Kathy Jordan (USA)                | 219.1909                          | 65                                | +56                               |
| 10                                | Elizabeth Smylie (AUS)            | 218.0220                          | 14                                | +4                                |
| 11                                | Patty Fendick (USA)               | 199.3477                          | 15                                | +4                                |
| 12                                | Robin White (USA)                 | 194.9389                          | 12                                | =                                 |
| 13                                | Zina Garrison (USA)               | 178.7692                          | 9                                 | -4                                |
| 14                                | Mercedes Paz (ARG)                | 166.3103                          | 41                                | +27                               |
| 15                                | Betsy Nagelsen (USA)              | 164.0500                          | 23                                | +6                                |
| 16                                | Meredith McGrath (USA)            | 161.3462                          | 33                                | +17                               |
| 17                                | Anne Smith (USA)                  | 148.3911                          | 129                               | +112                              |
| 18                                | Gretchen Magers (USA)             | 134.9474                          | 29                                | +11                               |
| 19                                | Elna Reinach (RSA)                | 128.5588                          | 20                                | +1                                |
| 20                                | Lise Gregory (RSA)                | 125.9091                          | 35                                | +15                               |